# 정우덕
정우덕(鄭佑悳, 1980년 ~ )은 대한민국의 발명가이다. 고성능 착용 컴퓨터와 전력 거래 정보 스마트폰 응용 소프트웨어를 제작하였다.

## 생애

### 유소년기
초등학교 2학년에 컴퓨터를 접하기 시작하였으며, 캐나다에서 초등학교를 졸업하였다. 고등학교 시절인 19살에 1인 벤처회사를 세워 운영체제 전환 프로그램을 제작하였다.

### 청년기
서울대학교 학부 재학 중인 2001년 9월에 랩톱 컴퓨터의 불편함과 PDA의 낮은 성능을 보완하기 위해 이동 중 편하게 사용할 수 있는 착용 컴퓨터(입는 컴퓨터)를 제작하여 대중에 선보였다. 이어 2002~2003년에 걸쳐 태블릿 컴퓨터를 제작하였다. 서울대학교 대학원에서 전력시장 관련 연구를 하였다.

### 전력거래소 근무
한국형 에너지관리시스템(K-EMS) 연구개발에 참여하던 2010년 9월에 일반인들이 전력 부족 등을 쉽게 확인할 수 있도록 전력 거래와 관련된 다양한 정보를 조회할 수 있는 아이폰용 무료 애플리케이션을 대한민국 최초로 개발하였다. 전력 수급 및 공급현황, 송배전설비 현황, 실시간 전력 사용 현황, 전기 도매 가격, K-EMS 소개, 지난 10년간의 전력 설비 운영 실적 등이 제공되었다. 차세대 전력시장운영시스템 설계에 참여하였으며 2015년 차장 승격 후 세계은행을 비롯한 외부 기관과의 대외협력 및 스마트그리드 관련 업무를 담당하였다.

### 전기자동차
2018년부터 쉐보레 볼트 EV를 운전하면서 얻은 경험을 바탕으로 전기차 관련 인터넷 커뮤니티 활동을 하고 있으며 주행 중 축적한 데이터를 토대로 탑재 배터리의 열화 추이 분석 논문을 발표하였다. 커뮤니티에서 답변한 질문과 공유한 자료를 정리하여 참고 서적을 펴내고 전기차 관련 컬럼을 연재하는 등 다양한 정보 공유 활동을 하였다.

## 입는 컴퓨터

### 개요
CPU, 메모리, 운영 체제 등은 데스크톱 컴퓨터의 것을 그대로 사용하여 그 성능에 버금가면서도, 휴대성을 향상시키기 위해 소형 산업용 메인보드를 사용하고 일반 전지를 사용할 수 있도록 전원공급장치를 직접 설계하였다. 총 제작비용은 200~250만 원이었다. 마이크로소프트 오피스 사용, TV 시청 및 퀘이크 3 아레나, 맥스 페인 등의 3차원 게임 실행이 가능하였다. 휴대전화를 연결하면 무선 인터넷을 사용할 수 있었다.
| 구분       | 사양                                     |
| ---------- | ---------------------------------------- |
| CPU        | 인텔 펜티엄 III 933MHz (700MHz 언더클럭) |
| DRAM       | 킹맥스 PC133 SDRAM 256MB                 |
| 메인보드   | 맥산전자 MSC-740B                        |
| LCD 패널   | LG 필립스 6.4인치                        |
| 배터리     | 넥슨전자 모비파워 19V                    |
| 하드디스크 | 후지쯔 2.5인치 노트북용, 20GB            |
| 키보드     | 마티아스 하프키보드                      |

### 방송 소개
- 2002년 웹투나잇[21]
- 2002년 KBS 뉴스광장[22]
- 2002년 순간포착 세상에 이런일이[23]
- 2002년 E채널 얼리어답터[24]
- 2020년 순간포착 세상에 이런일이[25]
- 2021년 유 퀴즈 온 더 블럭[18]
- 2022년 YTN 사이언스 다큐S프라임[26]

## 출연
- 2005년 SBS 스페셜[27]
- 2008년 생방송 투데이[28]
- 2022년 TBS FM 모빌리티 토크쇼[29][30]
- 2023년 TV조선 뉴스 9[31][32]
- 2023년 SBS 모닝와이드 3부[33]

## 수상 경력
- 2018년 세계은행그룹 한국 녹색혁신의 날 KGGTF 그린커넥터상[10]
- 2018년 산업통상자원부 표창 (제13회 전력시장 워크숍)[34]
- 2024년 국제스마트그리드액션네트워크 어워드경연 대상 (대표 수상자)[11]
- 2024년 한국전기차사용자협회 전진사 어워드 EV 정보 공유상[16]

## 집필 활동

### 저서
- 1999년 하드웨어 무크지 Vol.2 (공동저자)[35]
- 2000년 초보자를 위한 인터넷 홈페이지 만들기 길라잡이 개정판 (공동저자)[36]
- 2002년 PC 再입문: 하우피씨 특별판 (공동저자)[37]
- 2021년 전기차 상식사전[14]

### 기고
- 2009년 한국전력거래소 해외전력산업동향[38]
- 2018, 2020 ~ 2023년 대한전기협회 전기연감 (제5편 제1장 세계 에너지 수급 및 전력산업 동향)[39]
- 2021 ~ 2022년 데일리카 정우덕 칼럼[15]